# Оуэрс, Гэри
Гэри Оуэрс (англ. Gary Owers; 3 октября 1968, Ньюкасл-апон-Тайн, Англия) — английский футболист, играющий на позиции полузащитника, тренер.

## Карьера
Гэри родился в Ньюкасл-апон-Тайне, и начал свою карьеру в «Сандерленде», дебютировав в 1986 году и сыграв в финале Кубка Англии 1992 года, в котором «Сандерленд» проиграл «Ливерпулю». В декабре 1994 года Оверс перебрался в «Бристоль Сити» за 250 000 фунтов стерлингов, и провел там четыре года, а затем переехал в «Ноттс Каунти» Сэма Аллардайса летом 1998 года. В 2000 году Оверс подписал новый двухлетний контракт с «Ноттс Каунти». Он был отпущен клубом в конце сезона 2001/02, а затем был подписан Найджелом Спинком, тренером «Форест Грин Роверс» в августе 2002 года.